# Rob Thomson
Robert Stanley Thomson, detto Rob (Bethlehem, 28 gennaio 1982), è un ex cestista statunitense naturalizzato ruandese.

## Carriera
Con il Ruanda ha disputato tre edizioni dei Campionati africani (2007, 2009, 2011).